# Rennemoulin
Rennemoulin là một xã của Pháp, nằm ở tỉnh Yvelines trong vùng Île-de-France.
Người dân ở đây trong tiếng Pháp gọi là Rennemoulinois.
Xã này nằm ở giữa đồng bằng Versailles, cự ly khoảng 10 km về phía tây của Versailles. Các xã giáp ranh gồm: Noisy-le-Roi về phía đông bắc, Fontenay-le-Fleury về phía đông nam và Villepreux về phía tây.